# Ментор (митологија)
Ментор је у грчкој митологији био Одисејев мудри пријатељ. 

## Митологија
Ментор је био Алкимов син и Одисејев пријатељ. Одисеј је њему поверио своју имовину и породицу када је кретао у Тројански рат и Ментор је штитио Пенелопу, Одисејеву жену, од просилаца. Богиња Атена је често узимала Менторов лик, не само када је подстицала Одисеја да се бори против просаца сопствене супруге, већ и када је праговарала за мир са Итачанима и када је обећавала Телемаху лађу за Пил. Такође, узела је његов лик када се Одисеј сукобио са просиоцима и тада је била сведок увреда које је један од њих, Агелај, упутио Ментору. Касније је Медонт сведочио да је видео божанско биће у лику Ментора. Атена је тако често узимала његов лик због његове мудрости. Из истог разлога Ментор је постао Телемахов саветник, а према неким изворима, назив „ментор“ је потекао управо од ове личности. О њему је писао Хомер у „Одисеји“.

## Друге личности
- Диодор и Аполодор су помињали Ментора као сина Еуристеја и Антимахе[5], који је попут свог оца и браће погинуо у борби са Хераклидима и Атињанима.[6]
- Аполодор је навео Ментора и као Херакловог сина, кога је имао са Теспијевом кћерком Асопидом.[7]
- У Хомеровој „Илијади“, био је Имбријев син који је био савезник Тројанаца.[6]